# Првомајска улица (Ниш)
Улица Првомајска у Нишу једна је од градских саобраћајница у централном делу града, настала као једна од побочних улица на траси Римског пута Виа Милитарис, касније Царског друма, у другој половини 19. века при крају Османлијске владавине у тадашњој мали званој Стамбол капија, која је пресецала истоимена улици „Стамбол капија“.

## Положај и пространство
Пружа се у смеру југ - север у дужини од  440 метара, од  раскрснице са улицом Хајдук Вељка (на југу) до раскрснице са улицом 7. јули (на северу).
Улица која је за саобраћај једносмерна (из правца Хајдук Вељкове улице), поседује две коловозне траке (од којих једна већим делом служи за паркирање возила и тротоаре са обе стране, који су тажоже једним делом намењени за паркирање.. У смеру југ - север  укршта се са Душановом улицом, улицом Вожда Караџића, улицом Генарала Боже Јанковића и улицом Ћирила Методија и Зеленгорском. Од ње се према истоку одвајају улица Тодора Миловановића и улица  Војводе Степе а према западу улица Краља Вукашина.

## Историја
Историјско-насељске претпоставке о датуму настанка насеља Стамбок капија на левој обали Нишаве, код моста који спаја леву и десну обалу Нишаве на Пантралејском путу настала је раскрснице путева који су се од  овог моста рачвали према Синђелићев ом тргу и Стамбол капији најврероватније у периоду, за време владавине Османлија, као  једна од саобраћајних артерија Ниша, данас позната као улица Првомајска.
Први објекти који се крајем 15. века спомињу на супротној, левој обали Нишаве били су воденица (ниже моста на Нишави) и Хамам, Мехмед-бега (на месту данашње књижаре „Светлост“). Први дућани заметак Нишке чаршије и први стамбени објекти који се помињу на левој обали Нишаве су из 16. века. У 16. или 17. веку око Пиротског сокака развијала се „Стамбол капија“ мала, једна од 13 градских насобина (махала), на утрини источно од јарка (који је одводио површинску воду са градских улица у Нишаву) са данашњег Синђелићевог трга и околног простора.
Улица је настала у насеља Стамбол лкапија, које се дана налази у центру града, на простору око данашње Вождове улица, која се некада звала Стамболијске јер је била на магистралном друму који је из центра Ниша ишао према Стамболу. У овом насељу некада је било турско гробље, Ислахана (занатска школа са интернатом), један од градских Хамама, џамија неколико приватних кућа виђенијих Турака и већи број башти. Термин за овај кварт Ниша, Стамбол капија , када је улица добила назив Првомајска, још неколико деценија био је у употреби, а затим је у другој половини двадесетог века скоро потпуно нестао из употребе.
После ослобољења Ниша од Турака у Првомајској улици  поред већег броја башти, изграђена је основна школа (на простору некадашњег турског гробља), Прва нишка гимназија „Стеван Сремац“ на простору некадашње Ислахане), и већи број приватних кућа.
По завршетку Другог светског рата у улици је изграђена Виша педагошка школа (касније факултет),  две средње школе Музичка школа  и Уметничка школа, Дирекција шумског газдинства. 
С почетка 21. века у улици је изграђен већи број савремених вишеспратница и црква Светог Луке.

## Значајни објекти изграђени у 19. веку

### Основна школа „Вожд Карађорђе”
Зграда Основне школе „Вожд Карађорђе” једна од три најстарије школске зграда основних школа у Нишу, основана je 5. новембра 1889. године. Своју образовно-васпитну делатност започела је једанаест година након ослобођења Ниша од Турака (11. јануара 1878), када је требало отклонити негативно наслеђе из турског периода и ухватити корак са савременим токовима културе и просвете.
Најпре у једноспратној једноспратној грађевини, која је пред почетак Другог светског рата надзидана, на углу улица Стамбол капија, данас улици Вожда Каражорђа и данађњој Првомакјској улици, школа ради, са прекидиме од неколико месеци до неколико година у време Првог и Другог светског рата, поплаве из 1948. и НАТО агресије на СРЈ, више од 120 година.
Школска зграда 1936/37 године, је надзидана за још један спрат и добила фискултурну салу, која је коришћена и за потребе Соколског друштва. Број учионица се тако повећао за дупло (са 11 на 22).

## Значајни објекти изграђени у 20. веку

### Прва нишка гимназија Стеван Сремац
Зграда прве нишке гимназије „Стеван Сремац“ (2012)
Као најстарија гимназија у Нишу, основана је 27. септембра 1878. године, указом кнеза Милана Обреновића. Своју образовно-васпитну делатност гимназија је започела десет месеци након ослобођења Ниша од Турака, 1. октобра 1878. Најпре у скромним условима једне приветне куће, а потом у новоизграђеном објекту у коме се и данас налази, у истом простору заједно са гимназијом „Бора Станковић“. У част Стевана Сремца, који је од 25. септембра 1879. до 1890. године, обављао дужност предавача, гимназија носи његово име од школске 1951/1952. године.
Како ни на почетку 20. века гимназија није имала своју зграду, већ се настава изводила у приватним кућама и другим наменским зградама, на конференцији грађана Ниша одржаној 6. септембра 1903. у бившем хотелу „Европа“, донета је одлука да се изгради нова зграда гимназије. Као простор за зграду одређен је плац на коме се налазила Митхад-пашина занатска школа (Ислахана) на углу улица Стамбол капија, данас Вожда Карађорђа и  данашње Првомајске. Темељ зграде освешћен је 1912. а радови на згради извођени су од 1912. до 1914, када су након избијања Првог светског рата привремено прекинути.
Због лоших послератних услова у згради гимназије 5. септембра 1920. дошло је до пожара у коме је изгорело све осим зидова. После пожара једно време гимназија није радила да би потом наставила наставу прво у згради суседне основне школе „Вожд Карађорђе“, затим од фебруара 1921. у гардијској касарни, све до потпуног оспособљавања гимназијске зграде 1922. године, у којој се гимназија и данас налази.

### Музичка школа
Музичка школа “Др Војислав Вучковић” у Нишу која се налази у Првомајској на броју 6 почела је са радом 1947. године када је основана прва Основна музичка школа “Корнелије” – Ниш. У јесен 1949. године Одлуком Министарства просвете НРС, Градска нижа музичка школа је прерасла у Државну средњу музичку школу у којој је оформљен Теоретско-наставнички одсек и Инструментални одсек.

### Уметничка школа
Уметничка школа је неколико пута мењала зграду, да би од школске 1963/1964. године почела рад у Првомајској улици број 6, где и данас школски простор дели са Музичком школом. Од 1957. до 1998. године школа носи назив Ђорђе Крстић по знаменитом српском сликару.
Школа има 11 учионица где се одвија теоретска настава, 5 пространих сала за цртање, 6 радионица, 1 кабинет за историју уметности, 1 кабинет за информатику, фотолабораторију, стручну и ђачку библиотеку, галерију, гипсотеку, оставу за драперије, столарску радионицу.

### Шумско газдинство „Ниш“ Ниш
Зграда Шумског газдинства „Ниш“ која се налази у Првомајској улици 46. изграђена је с почетка друге половине 20. века, а накнадно дограћена с почетка 20 века.